# Harald Vassbotten
Harald Magnus Vasbotten (ur. 9 listopada 1893 w Lenvik, zm. 15 marca 1973 w Oslo) – norweski zapaśnik walczący w stylu klasycznym. Olimpijczyk z Antwerpii 1920, gdzie odpadł w ćwierćfinale wagi ciężkiej do 82,5 kg.

## Letnie Igrzyska Olimpijskie 1920
| Konkurencja                 | Walki                | Walki                  | Klas. końcowa |
| Konkurencja                 | Przeciwnik I         | Ćwierćfinał            | Miejsce       |
| --------------------------- | -------------------- | ---------------------- | ------------- |
| styl klasyczny, waga ciężka | Giorgio Calz (ITA) W | Anders Ahlgren (SWE) P | trzecia runda |